# ごめんやす馬場章夫です
ごめんやす馬場章夫です（ごめんやす ばんばふみおです）は毎日放送ラジオ（MBSラジオ）で1972年10月9日から2003年9月26日まで放送されたラジオ番組。。放送終了時点で日本の民放ラジオ局で最も長期間に渡って放送した生ワイド番組であった。
探検家の馬場章夫がパーソナリティを務めた生ワイド番組。MBSラジオで1974年4月8日から2024年3月29日まで放送した生ワイド番組『ありがとう浜村淳です』（平日版）のルーツは当番組の土曜版『ごめんやす浜村淳です』である。

## 概要
タイトルの「ごめんやす」は、「ごめんください」を意味する京都弁である（大阪弁の説もあり）。構成作家には、香住春吾、女性アイドルの応援・評論で知られた青木一郞、「ラッキョウマン」のニックネームを持つ岡田貞樹などがいた。
開始直後から、毎回の放送終了後に、馬場がスタッフなどとさまざまな場所で取材。翌日（週末に取材した場合には翌週の月曜日）の生放送で、馬場自ら取材の内容を報告するスタイルを取っていた。そのため、日帰りできる地域から取材先を選んだり、1つのテーマを数回に分けて取材したりすることが多かった。1993年には、日本民間放送連盟賞・ラジオ生ワイド部門の優秀賞を受賞した。
年に数回は、「出前放送」と称して、関西サイクルスポーツセンターなどで公開生放送を実施。毎日放送の本社・制作機能が千里丘（大阪府吹田市）にあった時代には、阪急グランドビル（大阪市北区）内にあった自社スタジオ（通称“ラジオポート”）から放送していたこともあった。ただし、毎日放送ラジオで選抜高校野球の全試合を完全中継した期間中は、原則として当番組の放送を休止。馬場が海外での取材などを目的に、夏休みを取ることもあった。ちなみに、それ以外で馬場が当番組を休んだのは、実父の死去と自身が結石を患った時の2回だけである。
当番組は2003年9月26日、31年間の放送を終了。同年10月4日からは出演者を継続して、毎週土曜日の午前11時30分 - 13時30分に『ごめんやす馬場章夫のボラボラわーるど』として放送した。
毎日放送ラジオは馬場がパーソナリティを務める午前帯のワイド番組を『ボラボラわーるど』を含め、通算32年半（8009回）放送した。1973年4月から半年間は毎日放送テレビ（MBSテレビ）の平日帯番組『おはよう4チャンネル』（毎週月曜日 - 金曜日7時20分 - 8時20分）内で当番組と同名のコーナーを編成。馬場自身が出演していた。

## 放送時間
| 期間                          | 放送時間 |
| ----------------------------- | --- |
| 1972年10月9日 - 1974年4月5日  | 月曜日 - 金曜日 9:00 - 11:00 |
| 1974年4月8日 - 2001年9月28日  | 月曜日 - 金曜日 10:00 - 12:00 当番組の前枠で『ありがとう浜村淳です』平日版の放送を始めたことを機に、放送枠を1時間繰り下げた。1977年2月からは当番組の土曜版『ごめんやす浜村淳です』を『ありがとう浜村淳です土曜日です』として独立させた。 |
| 2001年10月1日 - 2002年10月4日 | 月曜日 - 金曜日 10:00 - 12:30 |
| 2002年10月7日 - 2003年9月26日 | 月曜日 - 金曜日 10:30 - 12:30 |

1988年10月10日から1993年10月1日までは『列島リポート』（TBSラジオ制作・JRN系。オリエントファイナンス → オリエントコーポレーションの一社提供）を「列島リポート'XX ごめんやす、ふるさとさん」（「XX」は放送年の西暦年号の下2桁に当たる数字）の番組タイトルで11時台に内包した。

## 出演者

### パーソナリティ
- 馬場章夫[4][5][6][7][8][9][10][11]

放送上の愛称は「ばん（バン）ちゃん」。
1997年の香港返還時はMBSラジオの特派記者として、返還前後の香港の模様を当番組と報道特別番組（MBSラジオ、TBSラジオ、・CBCラジオ、RKBラジオの共同制作）で放送した。

### アシスタント
- 伊勢弘子（番組開始 - 1973年）

結婚のため降板。
- 小山乃里子（1973年4月16日 - 1995年）

放送上の愛称は「ノコ」。神戸市議会議員選挙の出馬に伴い、降板。同選挙での当選後は1999年まで同市議会議員を1期務めた。当番組の裏番組『歌はおまかせ小山乃里子です』でパーソナリティを務めた。MBSラジオの番組出演は2016年9月4日放送の『おとなの駄菓子屋』まで無かった。
- 鳥居睦子（1995年 - 番組終了）

放送上の愛称は「むっちゃん」。小山の降板が急であったため、後任が鳥居に決まるまではMBSの女性アナウンサーが交代で出演。馬場が休暇や海外取材などで番組に登場しない場合はMBSの男性アナウンサー（柏木宏之、亀井希生、河田直也など）がパーソナリティを務めた。
当番組の終了後は『ボラボラわーるど』を経て、MBSラジオの生ワイド番組でパーソナリティやアシスタントを担当。『ありがとう浜村淳です』で2013年10月から8年間、平日版の一部曜日（当初は火 - 木曜日 → 2015年10月からは水 - 金曜日）でアシスタントを務めた。

## タイムテーブル
「」はコーナータイトル。CM明けは馬場が当番組のタイトルを勢いよく絶叫した。
10時台
- オープニング
- MBSニュース（番組初期は「毎日新聞ニュース」。1974年～1999年は「毎日ニュース」として放送）
- お天気のお知らせ（天気予報）

日本気象協会所属の気象予報士と馬場の掛け合い形式で進行する。担当者毎にキャッチフレーズとテーマ曲が決められていて、コーナーの冒頭でキャッチフレーズと担当者の名前を紹介してからテーマ曲が流れ、コーナーを開始した。
テーマ曲は担当者の希望により変更された事がある。11時台の「お天気のお知らせ」はテーマ曲は流れず、短い時間で終了する様になっていた。
- 交通情報

交通情報キャスターと馬場との短い掛け合いの後に交通情報を伝えていた。
- 取材報告（前半）

前日の放送終了後にスタッフなどと実施した取材の成果を伝える。毎月23日（ふみの日）はリスナーから届いたハガキのメッセージ紹介に充てられた（後述）。
- 「三洋電機のインフォマーシャル」
- 「メロディアンの生コマーシャル」
- 「バンちゃんの横道メモ」（冬休み期間中は第一生命提供の作文コーナー）

11時の時報前は馬場がドライバーに向けて、安全運転を訴えていた。
11時台
- 「電話訪問　うちの人たち」

阪急百貨店提供のコーナー。毎回1人のリスナーが電話を通じて、家族の身辺雑事などを語る。出演者には同百貨店の商品券1万円分を贈呈。
- MBSニュース → お天気のお知らせ → 交通情報
- 取材報告（後編）
- 「ホットのしゃべって当てましょう」（横山ホットブラザーズがパーソナリティを務めた公開収録のクイズ番組。フジパンの一社提供）

12時台
- MBSニュース → お天気のお知らせ → 交通情報
- 「ネットでボラボラ」

番組終了までの1年間 放送。鳥居やスタッフが興味を持ったホームページを毎回1つ紹介する。紹介されたページは放送終了後に当番組の公式サイトからリンクが貼られた。
- エンディング

「さあ、ラッキョウマンもピーマンもウーマンも、今日も元気にぐぐっっとあくび体操！」 という馬場の掛け声でリスナーやスタッフに「あくび体操」によるリラックスを促していた。　
番組の末期はリスナーやスタッフと思われる声で「ごめんやす馬場章夫です。○○しながら1179（いちいちななきゅう、MBSラジオの周波数）、毎日放送ラジオ」と唄ったジングルを放送。ニュース、お天気のお知らせ、交通情報、CM、著作権に抵触する部分を除いた放送音源を放送後に公式サイトからオンデマンド形式で配信した。
放送ライブラリー（神奈川県横浜市）では鳥居睦子がアシスタントを務めていた1997年9月17日（水曜日）放送分の音源を所蔵。館内の視聴ブースで聴取できる。

## テーマ曲
- 初代:Manos Hadjidakis「The Magic Isle」
  - 初代:番組開始から、1992年3月13日放送分まで使用
- 二代目:「ごめんやすのテーマ」（作曲:上村茂三）
  - 1992年3月16日放送分から番組終了まで使用(AMステレオ放送開始に伴い、変更)

## 特集コーナーの主な内容
取材企画は東京などの遠隔地まで日帰りで赴いてから、翌日に大阪での生放送で報告した。一部の企画は後継番組を経て、馬場一家が運営するインターネットラジオ「JOBBBラジオ　ボラボラ大冒険!」に引き継がれた。
- 会社、工場、注目現場などへの訪問取材

「（宗教問題など）マスコミタブーのない取材」 をモットーに取材音源を交えながら、馬場が報告。連絡ミスや手違いなどで取材できなかった場合は翌日（翌週）の放送で移動の模様の一部始終を伝えた。予備知識の殆ど無いモーニング娘。のコンサート取材で大阪城ホールに入ったり、素足で大阪の都心部を歩いた模様と感想を伝える など、取材範囲は多岐に渡った。
- 旧街道をボラボラ

“ボラボラ”とは馬場の造語で「好奇心を持ちながらブラブラする」というニュアンスを含む。当企画は東海道などの各街道を数回に分けて歩きながら付近をリポート。各回のゴール地点では人目を憚らず、万歳三唱を披露した。また、当企画以外にも、多数の“ボラボラ”シリーズが放送された。
- 日本全国の湧き水、名水探し

番組30周年を迎えた2002年9月時点で環境省から「名水百選」の指定を受けた場所のうち、49ヶ所を取材。以降も取材を随時続けた。馬場は取材で集めた名水をペットボトルなどの容器に入れて、自宅資料室の専用冷蔵庫に保存している。
- 美術館、博物館などの特別展取材

最終日やその間近に取材することが多く、リスナーが放送で内容を知ってもイベント自体を見に行けないことが多かった。
- 「ふみの日」お便り紹介

ふみの日に当たる毎月23日は普段の取材報告や放送内容に対する感想・意見など、リスナーからのハガキに書かれたメッセージを全編に渡って紹介した。
- ばんちゃん語録

月1回放送。当該月に馬場が生放送で語った内容から放送作家の香住が日本語として、おかしな言葉・表現をピックアップ。当コーナーでまとめて紹介した。
- 代理参拝

年1回の恒例行事で年明けに参拝の模様を放送。毎年末には、リスナーに対して祈願したいことを往信面に記した往復ハガキを募集。その条件で届いたハガキを馬場が年末年始に全国各地の由緒ある神社（毎年1ヶ所）へ持参。現地で祈祷やお祓いを受けた後に返信面に御朱印を押した往復ハガキを応募したリスナー全員へ送り返した。参拝する神社は毎年異なり、受験合格や家内安全の祈願を中心に毎回数千通の応募があった。
- 復興のつち音

1995年1月17日（火曜日）に発生した阪神・淡路大震災をきっかけに、毎月17日の放送は馬場が被災地の現状を報告した。

## 放送時のエピソード
- 放送開始初日は毎日新聞朝刊テレビ・ラジオ欄（大阪本社発行分）の最下段に、当番組の広告が掲載された[19][20]。
- 馬場は当番組開始までの2年間、『チャチャヤング』（ラジオの深夜番組）の月曜日パーソナリティを務めた。同番組の終了を機に探検生活へ戻ろうと考えていたため、最初は平日の朝に放送される当番組への出演依頼を断ったが同局の関係者が説得して、当番組の出演を快諾した[21]。
- 開始当初の3週間は文化人をゲストに迎えた上で、馬場とゲストの質疑応答を中心に放送していた。馬場のポリシーはゲストに敬称（「～先生」「～師匠」など）を付けなかった。通勤途中の社用車内で当番組を聴いていた毎日放送の幹部の一人が馬場のトークに激怒。局に到着するや放送中のスタジオへ入ろうとして、プロデューサーと押し問答となった。馬場の口調や対応に不愉快な思いを抱いたゲストが出演後に毎日放送に抗議したり、馬場の降板を求めたことが相次いだと言う[22]。
- 当番組が馬場自身の取材報告を主体に構成するようになったきっかけは馬場とディレクターで取材へ出掛けた際に乗っていたタクシーが事故に巻き込まれたことにある。幸い、無傷だった馬場はとっさの判断で、私物のテープレコーダーで事故の一部始終を収録。翌日の生放送で収録した音源を交えながら事故を報告した。その内容が当時のプロデューサーに高く評価されたことから、「馬場が興味を持ったテーマを前日（月曜日放送の場合には前週末、休止期間に入る場合はその期間中）に取材した上で、その一部始終を翌日（または休止期間明け）の生放送中に報告する」スタイルが定着した。
- 馬場が現在の妻（放送上の呼称は「よっちゃん」）と結婚した1976年、2週間に渡って放送中に3回の公開結婚式を挙行した。2回目までは神社への取材を兼ねての結婚式。3回目には放送作家の香住夫妻を仲人、アシスタントの小山を司会に立てた上で、毎日放送 千里丘放送センターで最も広い公開放送用スタジオからの生中継を行った[23]。
- 阪神・淡路大震災発生時は馬場が大阪府豊中市で、小山が神戸市の自宅で被災した。馬場は発生当日、当番組の放送枠の一部（10時台）に急遽編成した『報道特別番組 近畿地方大地震』の途中からスタジオに登場[24]。馬場が通勤に使っていた地下鉄が震災の影響で運休になったため、馬場は毎日放送が用意したタクシーで移動中に目撃した被災地の模様を報告した。1月18日は馬場一人で進行[25]。1月19日は水野晶子がアシスタントを代行[26]。小山が電話出演して、自宅の状況を伝える[27]。1月120日は武川智美がアシスタントを代行[28]。1月23日に小山が番組に復帰した[29]。馬場は偶然にも発生直前の放送で阿武山（大阪府高槻市）にある京都大学の地震研究所を取材。取材報告の中で専門家のコメントを引用しながら、神戸市近辺に活断層や断層が存在することを指摘していた[18]。
- 河内音頭家元の河内家菊水丸が19歳当時の1984年3月20日の放送に、当番組でメディア初出演を果たした[30]。番組20周年には「ごめんやす音頭」を披露した[31]。当番組終了後の2003年10月から5年半、『さてはトコトン菊水丸』のパーソナリティを務めた。メロディアンの生コマーシャルは同番組でも10時台の後半に放送された。
- 馬場・小山コンビで放送していた時期はリスナーとの交流を目的に「ばんのこクラブ」を運営。会報を発行した。1989年、この活動で日本民間放送連盟賞のラジオ放送活動部門に入選している[32]。
- 小山、鳥居の両アシスタントは馬場に対して厳しいツッコミを連発[33]。パーソナリティに対してイエスマン（ウーマン）になりがちなアシスタント像とは一線を画していたが両者が決して険悪なムードになっていた訳では無く、良くも悪くも馬場が世間離れした人物であることに加えて、彼の取材報告に単純な間違いと曖昧な説明が多かったためである。
- 日替わりプレゼント当選者との電話の繋がり具合などによっては『ホットのしゃべって当てましょう』を臨時に内包してから、エンディングで改めて電話することがあった。番組後期は放送中に当選者へ電話を掛けない様になった。
- 1999年、当番組とシキシマパンのコラボレーション企画として、ばんちゃんのあんぱんを発売した。2種類のあんぱんで、定価はいずれも100円。当番組の特集コーナーで企画から完成までの様子を数回に渡って取り上げた。
- 2001年10月、関西地方のサークルKサンクス加盟店で、当番組のプロデュースによる2種類の弁当を期間限定で発売した。

## 書籍
- 馬場章夫『ごめんやす馬場章夫です』大阪書籍、1986年9月20日。ISBN 978-4-754890223。(要登録)

当番組の放送15周年記念として出版。馬場の書き下ろしエッセイ。
- 馬場章夫『ごめんやす30年』廣済堂、2002年10月。ISBN 978-4-9901363-0-7。

当番組の放送30周年記念として出版。30年間の主な放送内容を馬場の思い出話と写真を交えて紹介。